# イタロ・フォンタナ
イタロ・フォンタナ（英:ITARO FONTANA）は、イタリアの実業家、デザイナーである。腕時計メーカー「ユーボート (U-BOAT)」
の創業者及び社長である。イタリア空軍パイロットやドイツ海軍Uボート乗組員向けの時計を開発していたオフィス・フォンタナの孫である。
2000年、ユーボートを創業する。製品は祖父が開発していた軍用時計を参考としている。
最近ではイタロがファッション雑誌などの表紙を務めている。